# غربال ژنتیکی
غربال ژنتیکی (به انگلیسی: Genetic Screen) یا غربال جهش‌زایی (به انگلیسی: Mutgatenesis Screen)، فن تجربی جهت شناسایی و انتخاب افرادی است که دارای فنوتیپ مورد علاقه در جمعیتی جهش‌یافته می باشد. بنابراین، غربال‌گری ژنتیکی نوعی غربال‌گری فنوتیپی‌ست. غربال‌های ژنتیکی قادر به ارائه اطلاعاتی در مورد عملکرد ژن(های) مورد نظر به علاوه رویدادهای مولکولی است که در پس پرده فرآیند یا مسیرهای زیست‌شناختی مربوط به آن است. درحالی که پروژه‌های ژنومی، تاکنون فهرست گسترده‌ای از ژن‌های موجودات مختلف زیادی را شناسایی کرده، غربال ژنتیکی قادر به ارائه بینش با ارزشی از نحوه کارکرد آن ژن‌ها می باشد.

## پیوندهای بیرونی
- Principles of Map-based or Positional Cloning of Plant Genes
- Nature Reviews Genetics Focus: The Art and Design of Genetic Screens